# Wahlen 1965
◄◄ | ◄ | 1961 | 1962 | 1963 | 1964 | Wahlen 1965 | 1966 | 1967 | 1968 | 1969 | ► | ►►

Weitere Ereignisse
Die Liste der Wahlen 1965 umfasst Parlamentswahlen, Präsidentschaftswahlen, Referenden und sonstige Abstimmungen auf nationaler und subnationaler Ebene, die im Jahr 1965 weltweit abgehalten wurden.

## Termine
| Land           | Datum                | Link zur Wahl 1965                                 | Link zur vorigen Wahl | Bemerkungen |
| -------------- | -------------------- | -------------------------------------------------- | --------------------- | --- |
| Österreich     | 14. März             | Landtagswahl in Kärnten                            | 1960                  | |
| Österreich     | 14. März             | Landtagswahl in der Steiermark                     | 1961                  | |
| Kongo-Kinshasa | 18. März – 30. April | Wahlen in Kongo-Kinshasa                           | 1960                  | |
| Österreich     | 4. April             | Gemeinderatswahl in St. Pölten                     | 1960                  | |
| Basutoland     | 29. April            | Parlamentswahl in Basutoland                       | 1960                  | führten zur Unabhängigkeit als Lesotho                                                                                          |
| Österreich     | 23. Mai              | Bundespräsidentenwahl in Österreich                | 1963                  | |
| Ghana          | 9. Juni              | Parlamentswahl in Ghana                            | 1956                  | Scheinwahlen, die Kandidaten der Convention People’s Party (CPP) wurden als gewählt erklärt, ohne dass Wahlen abgehalten wurden |
| Ghana          | 10. Juni             | Präsidentschaftswahl in Ghana                      | 1960                  | |
| Äthiopien      | 23. Juni – 12. Juli  | Parlamentswahl in Äthiopien                        | 1961                  | |
| BR Deutschland | 27. Juni             | Landtagswahl im Saarland                           | 1960                  | |
| Norwegen       | 13. September        | Parlamentswahl in Norwegen                         | 1961                  | |
| Südwestafrika  | 15. September        | Wahlen zur South West African Legislative Assembly | 1961                  | letzte Wahl im Mandatsgebiet |
| BR Deutschland | 19. September        | Bundestagswahl                                     | 1961                  | |
| Niger          | 30. September        | Präsidentschaftswahlen in Niger                    |                       | |
| DDR            | 10. Oktober          | Kommunalwahlen in der DDR                          |                       | |
| Türkei         | 10. Oktober          | Wahl zur Nationalversammlung in der Türkei         | 1961                  | |
| Österreich     | 17. Oktober          | Landtagswahl in Tirol                              | 1961                  | |
| Niger          | 21. Oktober          | Parlamentswahlen in Niger                          | 1958                  | |
| Israel         | 1. November          | Parlamentswahl in Israel                           |                       | |
| Kanada         | 8. November          | Kanadische Unterhauswahl                           | 1963                  | |
| Gambia         | 24. November         | Volksentscheid in Gambia                           |                       | Referendum über eine Verfassungsänderung, die eine Umwandlung in ein Präsidialrepublik vorsah                                   |
| Frankreich     | 5. und 19. Dez.      | Präsidentschaftswahl in Frankreich                 | 1958                  | |
| Schweiz        | 8. Dezember          | Bundesratswahl                                     | 1963                  | |